# Jázmin (növénynemzetség)
A jázmin (Jasminum) az olajfafélék (Oleaceae) családjába tartozó nemzetség. Felálló, vagy csavarodó szárú cserjék vagy kúszónövények. Leveleik páratlanul szárnyaltak, egyes fajoknál látszólag egyszerűek (csak a csúcsi levélke marad meg). A virágzat csúcsálló kettősbog, olykor összetett fürt. A harang alakú csésze cimpái kicsik, ár alakúak. A párta tányér alakú, azaz hengeres csöve és szétterülő karimája van. A magház kétrekeszű. Egyes fajai éjszaka nyílnak.
A jázmin virágát már az ókorban is használták, krémekhez, fürdővízhez és más illatszerek elkészítéséhez. A rómaiak, a görögök és az egyiptomiak is termesztették virágáért. Ma is sok országban foglalkoznak a jázmin különböző fajtáinak termesztésével, mert igen keresett növény az illatszerpiacon.

## Fajok
A nemzetségbe a különböző rendszertanok szerint 200–400 faj tartozik. Az alábbi lista nem teljes.
- Jasminum angulare Vahl (Syn.: Jasminum capense Thunb.)
- Jasminum angustifolium (L.) Willd.
- Jasminum attenuatum Roxb.
- Jasminum auriculatum Vahl
- Jasminum azoricum L.
- Jasminum beesianum Forrest & Diels
- Jasminum dichotomum Vahl
- Jasminum dispermum Wall.
- Jasminum elegans Knobl.
- Jasminum elongatum (P.J.Bergius) Willd. (Syn.: Jasminum undulatum Ker Gawl.)
- Jasminum floridum Bunge (Syn.: Jasminum giraldii Diels)
- Jasminum fluminense Vell.
- cserjés jázmin (Jasminum fruticans L.)
- Jasminum grandiflorum L. (syn.: Jasminum floribundum R.Br. ex Fresen.)
- alacsony jázmin (Jasminum humile L.) (syn.: Jasminum pubigerum D.Don, Jasminum revolutum Sims, Jasminum wallichianum Lindl.)
- Jasminum lanceolarium Roxb. (syn.: Jasminum nitidum Skan)
- Jasminum mesnyi Hance, (syn.: Jasminum primulinum Hemsl.)
- Jasminum multiflorum (Burm. f.) Andrews (syn.: Jasminum gracillimum Hook. f., Jasminum pubescens (Retz.) Willd.)
- Jasminum multipartitum Hochst.
- téli jázmin (Jasminum nudiflorum Lindl.)
- Jasminum odoratissimum L.
- közönséges jázmin (Jasminum officinale L.)
- Jasminum parkeri Dunn
- sokvirágú jázmin (Jasminum polyanthum Franch.)
- Jasminum rex Dunn
- arab jázmin (Jasminum sambac (L.) Aiton)
- Jasminum simplicifolium G.Forst. (syn.: Jasminum suavissimum Lindl.)
- Jasminum sinense Hemsl.
- Jasminum ×stephanense Lemoine (= J. beesianum × J. officinale)
- Jasminum subhumile W.W.Sm. (syn.: Jasminum heterophyllum Roxb.)
- Jasminum subtriplinerve Blume
- Jasminum tortuosum Willd.
- Jasminum urophyllum Hemsl.